# Phénoménologie de la vie (Michel Henry)
Pour les articles homonymes, voir Phénoménologie de la vie.
La phénoménologie de la vie ou phénoménologie matérielle est une partie de la phénoménologie développée par le philosophe Michel Henry depuis son ouvrage fondamental sur L'Essence de la manifestation et qui étudie la vie subjective de l'individu saisie dans sa réalité pathétique et affective comme impression pure.

## Définition phénoménologique de la vie
Le philosophe français Michel Henry définit la vie d'un point de vue phénoménologique comme ce qui possède la faculté et le pouvoir « de se sentir et de s'éprouver soi-même en chaque point de son être ». Pour lui, la vie est essentiellement de l'ordre de la force subjective et de l'affectivité, elle consiste en une pure expérience subjective de soi qui oscille en permanence entre la souffrance et la joie,. Une « force subjective » n’est pas une force impersonnelle, aveugle et insensible comme le sont les forces objectives que l’on rencontre dans la nature, mais une force vivante et sensible éprouvée de l’intérieur et résultant d’un désir subjectif et d’un effort subjectif de la volonté pour le satisfaire,.
À partir de cette approche phénoménologique de la vie, Michel Henry établit une opposition radicale entre la chair vivante douée de sensibilité et le corps matériel, qui est par principe insensible, dans son livre Incarnation, une philosophie de la chair.
Le mot « phénoménologique » se réfère à la phénoménologie, qui est la science du phénomène et une méthode philosophique d'étude des phénomènes tels qu'ils se manifestent et tels qu'ils apparaissent. Ce que Michel Henry appelle la « vie phénoménologique absolue » est la vie subjective des individus, sa pure manifestation intérieure, telle que nous la vivons et que nous la sentons en permanence,. C'est la vie telle qu'elle se révèle elle-même et apparaît intérieurement, son auto-révélation : la vie est à la fois ce qui révèle et ce qui est révélé.

## Propriétés de la vie phénoménologique absolue
Cette vie phénoménologique, que Michel Henry qualifie aussi plus précisément de « vie phénoménologique absolue », est par essence invisible parce qu'elle n'apparaît jamais dans l'extériorité d'un voir, elle se révèle en elle-même sans écart ni distance. Le fait de voir suppose en effet l'existence d'une distance et d'une séparation entre ce qui est vu et celui qui le voit, entre l'objet qui est perçu et le sujet qui le perçoit. Un sentiment par exemple ne se voit jamais de l'extérieur, il n'apparaît jamais dans « l'horizon de visibilité » du monde, il se sent et s'éprouve de l'intérieur dans l'immanence radicale de la vie. L'amour ne se voit pas, pas plus que la haine, les sentiments se ressentent dans le secret de notre cœur, là où nul regard ne peut pénétrer.
Cette vie est composée de la sensibilité et de l'affectivité, elle est l'unité intérieure de leur manifestation, l'affectivité étant cependant l'essence de la sensibilité comme le montre Michel Henry dans son livre sur L’essence de la manifestation, ce qui signifie que toute sensation est affective par nature. La vie phénoménologique est selon Michel Henry le fondement de toutes nos expériences subjectives (comme l'expérience subjective d'une tristesse, de la vision d'une couleur ou le plaisir de boire de l'eau fraîche en été) et de chacun de nos pouvoirs subjectifs (le pouvoir subjectif de bouger notre main ou nos yeux par exemple).

## Vie phénoménologique absolue et vie biologique
Cette définition phénoménologique de la vie se fonde donc sur l’expérience subjective concrète que nous faisons de la vie dans notre propre existence, elle correspond par conséquent à la vie humaine. À propos des autres formes de vie qu’étudie la biologie et auxquelles Heidegger emprunte sa propre conception philosophique de la vie, Michel Henry écrit dans son livre C’est moi la Vérité. Pour une philosophie de christianisme : « N’est-il pas paradoxal pour qui veut savoir ce qu’est la vie d’aller le demander aux infusoires, dans le meilleur des cas aux abeilles ? Comme si nous n’avions avec la vie que ce rapport tout à fait extérieur et fragile avec des êtres dont nous ne savons rien – ou si peu de chose ! Comme si nous n’étions nous-mêmes des vivants ! »
Cette définition laisse cependant de côté des organismes vivants qui ne peuvent s’éprouver eux-mêmes, comme les végétaux par exemple. À moins que l’on puisse mettre en évidence en eux l’existence d’une certaine forme de sensibilité, comme semble l’indiquer le Professeur A. Tronchet dans son livre intitulé La sensibilité des plantes : « Le protoplasme des cellules végétales comme celui des cellules animales est doué d’irritabilité, c’est-à-dire d’une forme particulière de sensibilité, grâce à laquelle il est capable d’être affecté par des excitations d’origine externe ou interne. »
Pour Michel Henry, ce que les scientifiques appellent la « vie biologique » est seulement une apparence visible ou une projection dans le monde extérieur de la véritable vie, dont la réalité intérieure ou affective réside dans la « vie phénoménologique absolue », c’est-à-dire dans la pure épreuve de soi et dans le sentiment intérieur que le vivant fait en permanence de sa propre vie, dans la souffrance et dans la joie qu’il éprouve en permanence en lui-même.

### Livres philosophiques de Michel Henry
- L’Essence de la manifestation, PUF, collection "Epiméthée", 1963, et réédition 1990
- Philosophie et Phénoménologie du corps, PUF, collection "Epiméthée", 1965, et réédition 1987
- Marx :
  - I. Une philosophie de la réalité, Gallimard, 1976, et collection "Tel", 1991
  - II. Une philosophie de l’économie, Gallimard, 1976, et collection "Tel", 1991
- Généalogie de la psychanalyse. Le commencement perdu, PUF, collection "Epiméthée", 1985
- La Barbarie, Grasset, 1987, et collection "Biblio Essais", 1988, PUF, collection "Quadridge", 2001
- Voir l’invisible, sur Kandinsky, Bourin-Julliard, 1988, PUF, collection "Quadridge", 2005, 2010
- Phénoménologie matérielle, PUF, collection "Epiméthée", 1990
- Du communisme au capitalisme. Théorie d'une catastrophe, Odile Jacob, 1990, et Éditions l'Age d'Homme, 2008
- C'est moi la Vérité. Pour une philosophie du christianisme, Éditions  du Seuil, 1996
- Vie et révélation, Publications de la Faculté des Lettres et des Sciences humaines de l'Université Saint-Joseph, Beyrouth, 1996.
- Incarnation. Une philosophie de la chair, Éditions  du Seuil, 2000
- Paroles du Christ, Éditions  du Seuil, 2002

### Ouvrages posthumes de Michel Henry
- Auto-donation. Entretiens et conférences, Éditions Prétentaine, 2002, réédition Beauchesne, 2004
- Le bonheur de Spinoza, PUF, collection "Epiméthée", 2003
- Phénoménologie de la vie :
  - Tome I. De la phénoménologie, PUF, collection "Epiméthée", 2003
  - Tome II. De la subjectivité, PUF, collection "Epiméthée", 2003
  - Tome III. De l’art et du politique, PUF, collection "Epiméthée", 2003
  - Tome IV. Sur l’éthique et la religion, PUF, collection "Epiméthée", 2004
  - Tome V, PUF, collection "Epiméthée", 2015
- Entretiens, Éditions Sulliver, 2005
- Le socialisme selon Marx, Éditions Sulliver, 2008
- Pour une phénoménologie de la vie - entretien avec Olivier Salazar-Ferrer, suivi de Perspectives sur la phénoménologie matérielle par Grégori Jean & Jean Leclercq, Éditions de Corlevour, 2010.

### Monographies en français
- Gabrielle Dufour-Kowalska : Michel Henry, un philosophe de la vie et de la praxis, Vrin, 1980, réédition 2000
- Dominique Janicaud : Le tournant théologique de la phénoménologie française, Éditions de l'éclat, 1991
- Gabrielle Dufour-Kowalska : L’Art et la sensibilité. De Kant à Michel Henry, Vrin, 1996
- Jad Hatem : Critique et affectivité. Rencontre de Michel Henry et de l’orient, Université Saint Joseph, Beyrouth, 2001
- Gabrielle Dufour-Kowalska : Michel Henry, passion et magnificence de la vie, Beauchesne, 2003
- Jad Hatem : Michel Henry, la parole de vie, L’Harmattan, 2003
- Rolf Kühn : Radicalité et passibilité. Pour une phénoménologie pratique, L’Harmattan, 2004
- Jad Hatem : Le sauveur et les viscères de l’être. Sur le gnosticisme et Michel Henry, L’Harmattan, 2004
- Jad Hatem : Christ et intersubjectivité chez Marcel, Stein, Wojtyla et Henry, L’Harmattan, 2004
- Sébastien Laoureux : L'immanence à la limite. Recherches sur la phénoménologie de Michel Henry, Éditions du Cerf, 2005
- Jad Hatem : Théologie de l'œuvre d'art mystique et messianique. Thérèse d'Avila, Andreï Roublev, Michel Henry, Bruxelles, Lessius, 2006.
- Antoine Vidalin : La parole de la vie. La phénoménologie de Michel Henry et l’intelligence chrétienne des Écritures, Parole et silence, 2006
- Paul Audi : Michel Henry : Une trajectoire philosophique, Les Belles Lettres, 2006
- Raphaël Gély : Rôles, action sociale et vie subjective. Recherches à partir de la phénoménologie de Michel Henry, Peter Lang, 2007
- Jad Hatem : L’Art comme autobiographie de la subjectivité absolue. Schelling, Balzac, Henry, Orizons, 2009
- Jean Reaidy : Michel Henry, la passion de naître : méditations phénoménologiques sur la naissance, Paris, L’Harmattan, 2009
- Frédéric Seyler, Barbarie ou Culture : L’éthique de l’affectivité dans la phénoménologie de Michel Henry, Paris, éditions Kimé, Collection "Philosophie en cours", 2010
- Antoine Vidalin, Acte du Christ et actes de l'homme. La théologie morale à l’épreuve de la phénoménologie de la vie, Parole et silence, 2012
- Rolf Kühn, Individuation et vie culturelle. Pour une phénoménologie radicale dans la perspective de Michel Henry, Leuven, Peeters, 2012.
- Rolf Kühn, L'abîme de l'épreuve. Phénoménologie matérielle en son archi-intelligibilité, Bruxelles, Peter Lang, 2012.
- Raphaël Gély, Imaginaire, perception, incarnation. Exercice phénoménologique à partir de Merleau-Ponty, Henry, et Sartre, Bruxelles, Peter Lang, 2012.
- Roland Vaschalde : À l'Orient de Michel Henry, Paris, éd. Orizons, 2014.

### Livres collectifs en français
- Jean-Michel Longneaux (éd.) (Actes du colloque de Namur 1999) : Retrouver la vie oubliée. Critiques et perspectives de la philosophie de Michel Henry, Presses Universitaires de Namur, 2000
- Alain David et Jean Greisch (éd.) (Actes du Colloque de Cerisy 1996) : Michel Henry, l’épreuve de la vie, Éditions du Cerf, 2001
- Philippe Capelle (éd.) : Phénoménologie et Christianisme chez Michel Henry, Éditions du Cerf, 2004
- Collectif (Actes du colloque de Montpellier 2003) : Michel Henry. Pensée de la vie et culture contemporaine, Beauchesne, 2006
- Jean-Marie Brohm et Jean Leclercq (conception et direction du dossier) : Michel Henry, Les Dossiers H, Éditions l'Age d'Homme, 2009
- Olivier Salazar-Ferrer, Michel Henry - Pour une phénoménologie de la vie - Entretien avec Olivier Salazar-Ferrer, Éditions de Corlevour, 2010
- A. Jdey, R. Kühn (dir.), Michel Henry et l’affect de l’art. Recherches sur l’esthétique de la phénoménologie matérielle, Leiden, Brill Academic Publishers, 2011
- Grégori Jean, Jean Leclercq, Nicolas Monseu (éd.) (Actes du colloque de Louvain-la-Neuve 2010), La vie et les vivants. (Re-)lire Michel Henry, collection Empreintes philosophiques, Presses Universitaires de Louvain, 2013
- Grégori Jean, Jean Leclercq (éd.), Lectures de Michel Henry. Enjeux et perspectives, collection Empreintes philosophiques, Presses Universitaires de Louvain, 2014

### Livres en langues étrangères
- (de) Rolf Kühn : Leiblichkeit als Lebendigkeit. Michel Henrys Lebensphänomenologie absoluter Subjektivität als Affektivität, Alber, 1992
- (en) Dominique Janicaud, et al.: Phenomenology and the Theological Turn: The French Debate, Fordham University Press, 2001
- (de) Rolf Kühn et Stefan Nowotny : Michel Henry. Zur Selbstentfaltung des Lebens und der Kultur, Alber, 2002
- (es) Mario Lipsitz : Eros y Nacimiento fuera de la ontología griega : Emmanuel Levinas y Michel Henry, Prometeo, 2004
- (it) Gioacchino Molteni : Introduzione a Michel Henry. La svolta della fenomenologia, Mimesis, 2005
- (it) Emanuele Marini : Vita, corpo e affettività nella fenomenologia di Michel Henry, Citadella, 2005
- (en) Michael O'Sullivan : Michel Henry: Incarnation, Barbarism and Belief – An Introduction to the work of Michel Henry, Peter Lang, 2006
- (it) Ivano Liberati : Dalla barbarie alla vita come auto-manifestazione. La proposta fenomenologica di Michel Henry, Aracne, 2010
- (en) Michelle Rebidoux: The Philosophy of Michel Henry: A French Christian Phenomenology of Life, Edwin Mellen Press, 2012